# México-Tlatelolco
Tlatelolco (del náhuatl: tlāltelol[ol]co ‘terraza o montón de tierra redondeado’) fue una ciudad fundada alrededor del año 1337 por los tlatelolcas, tribu mexica que se separó de los tenochcas, fundadores de México-Tenochtitlan. De la antigua ciudad solo quedan los restos de algunas edificaciones y estructuras que constituyen lo que actualmente se conoce como Zona arqueológica de Tlatelolco.
La ciudad estaba situada en un islote al norte de Tenochtitlan, dentro del lago de Texcoco. Allí se encontraba el tianguis más importante de Mesoamérica, donde se comercializaba todo tipo de mercancías locales y de las zonas más apartadas. Este mercado fue visitado por Hernán Cortés antes de la guerra de conquista.

En Tlatelolco fue la primera zona de la urbe insular ocupada por los españoles y donde tuvo lugar la última y decisiva batalla contra los mexicas el 13 de agosto de 1521, cuando el derrotado Cuauhtémoc fue obligado a capitular ante Cortés. El cronista Bernal Díaz del Castillo describe la matanza de mexicas como un día fue tan sangriento que era imposible caminar por el lugar debido a la cantidad de cadáveres apilados. Se estima que más de 40 000 indígenas murieron ese día. La ciudad fue saqueada y destruida por los conquistadores,[cita requerida] quienes usaron las piedras para construir el Templo de Santiago sobre los restos de los antiguos teōcalli prehispánicos. 

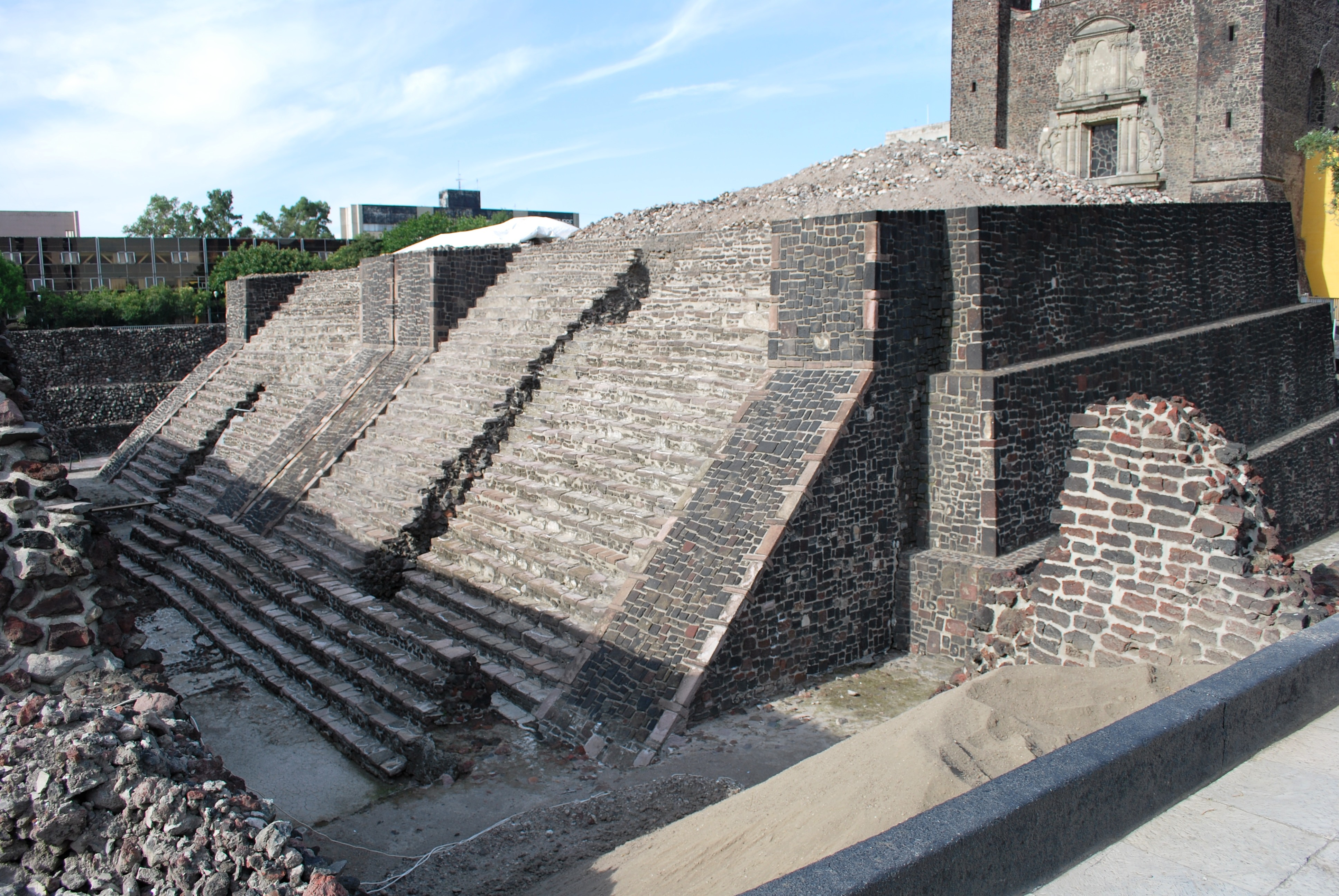
Restos del templo principal.

En 1900 se llevó a cabo una serie de excavaciones para la construcción de un drenaje que corría desde la antigua calle de Santa Anita y dentro de los linderos del barrio de Santiago Tlatelolco, hasta el canal de La Viga. Cruzaba hacia el Sur por las calles de Brasil, doblando hacia el Oriente por la calle de Las Escalerillas, donde Leopoldo Batres y su hijo Salvador trabajaban en busca del Templo Mayor de Tenochtitlán, dejando una memoria escrita de sus trabajos. Algunas de las tantas exploraciones realizadas en Tlatelolco, fueron con la finalidad de enviar a Madrid, España, la muestra del Centenario de la Independencia de México, a instancia de Porfirio Díaz.
A través de investigación arqueológica interdisciplinaria mediante excavaciones arqueológicas por parte del Instituto Nacional de Antropología e Historia iniciadas en Tlatelolco desde 1944, y posteriormente entre 1960 y 1968, se lograron recuperar 67 estructuras que conforman la zona arqueológica de mayor patrimonio inmueble expuesto en la Ciudad de México.

## Zona arqueológica de Tlatelolco

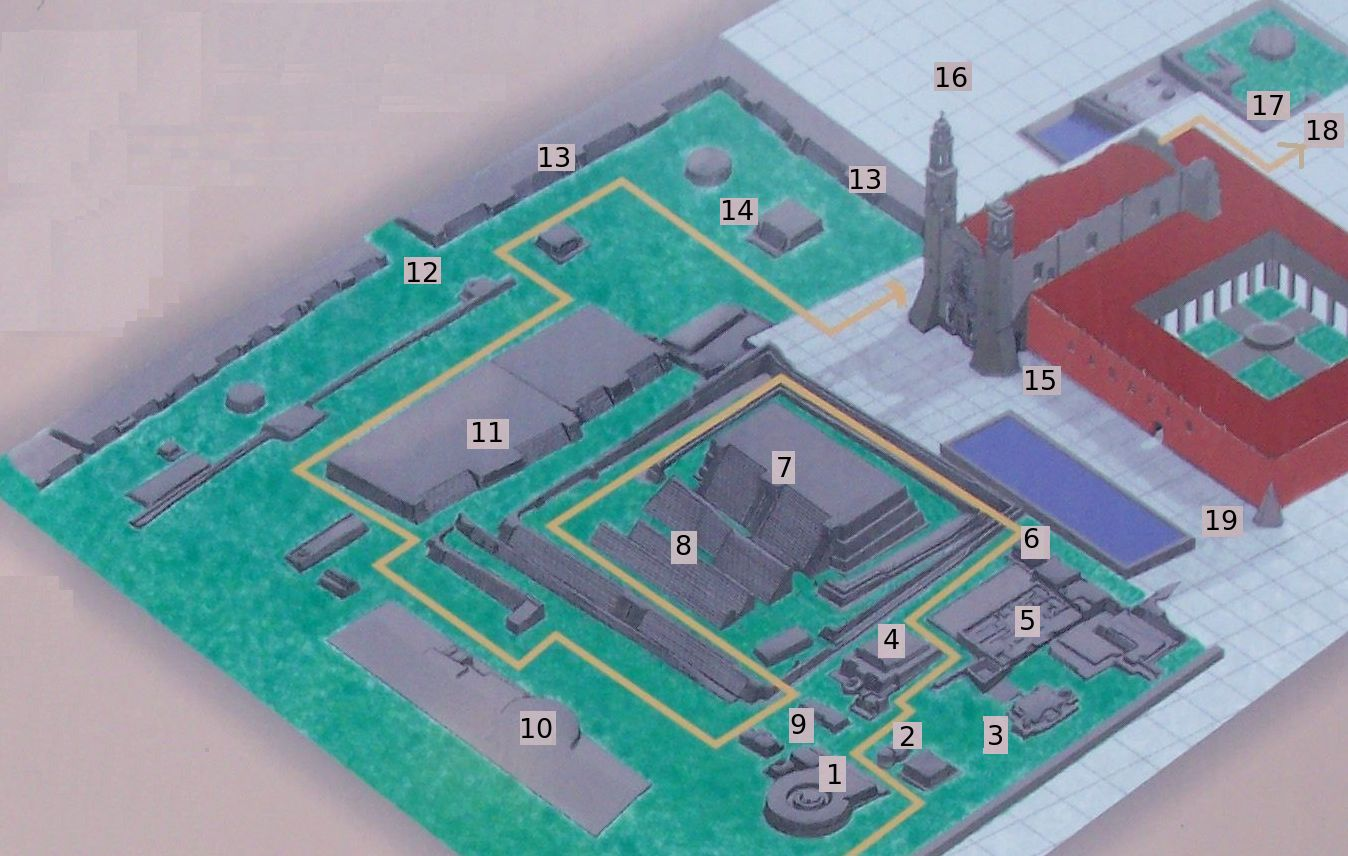
Ubicación de construcciones en Tlatelolco: 1) Templo de Ehécatl-Quetzalcóatl, 2) Altares circulares sobrepuestos, 3) Altar Tzompantli del patio sur, 4) Templo calendárico, 5) El Palacio, 6) Templo de las Pinturas, 7) Templo Mayor - Etapa II, 8) Etapas constructivas del Templo Mayor, 9) Los amantes de Tlatelolco, 10) Plataforma Oeste, 11) El Gran Basamento, 12) Calzada Tepeyac, 13) Límite norte del Recinto, 14) Altar Tzomplantli del norte, 15) Iglesia y Convento de Santiago, 16) Plaza de las Tres Culturas, 17) Zona Chica, 18) Hacia el Tecpan y 19) Caja de agua, Pintura Mural de 1536.

En la zona arqueológica se encuentran templos dedicados a deidades mexicas como Quetzalcóatl, Ehécatl y Huitzilopochtli. Las estructuras prehispánicas están distribuidas, principalmente, al sur y al norte del llamado Templo Mayor. Algunos de los edificios identificados más importantes son:
Nota. El mapa sigue la nomenclatura del lugar (INAH), mientras que este artículo ha sido escrito originalmente con la nomenclatura que aparece en el libro dado en la referencia. Se cambiará a la nomenclatura oficial dejando pendiente los que no sean posibles hasta consultar dicha bibliografía.
- Templo Mayor. Es la estructura de mayor tamaño; se ubica en la parte central de la zona y las características de la etapa II la asemejan a las de Tenayuca y a la del Templo Mayor de Tenochtitlan. Se trata de una plataforma de tres cuerpos con amplias escalinatas partida en dos por alfardas centrales y laterales. Al parecer, este edificio fue más alto que el de Tenochtitlan.
- Templo Calendárico. Muestra un tablero decorado con relieves alusivos a las tres primeras trecenas del calendario prehispánico tonalpohualli. Es el único de los templos menores con doble escalinata. En su fachada principal se muestra una pintura mural con las deidades creadoras del calendario prehispánico.
- Templo R o Complejos del Viento. Es una estructura en cuya parte superior se conservan restos de un adoratorio dedicado a Ehécatl, correspondiente a una etapa anterior. Frente a él se encontraron entierros y ofrendas compuestas por niños –en el interior de ollas–, conchas, piedras y figurillas de cerámica.Zona arqueológica de Tlatelolco

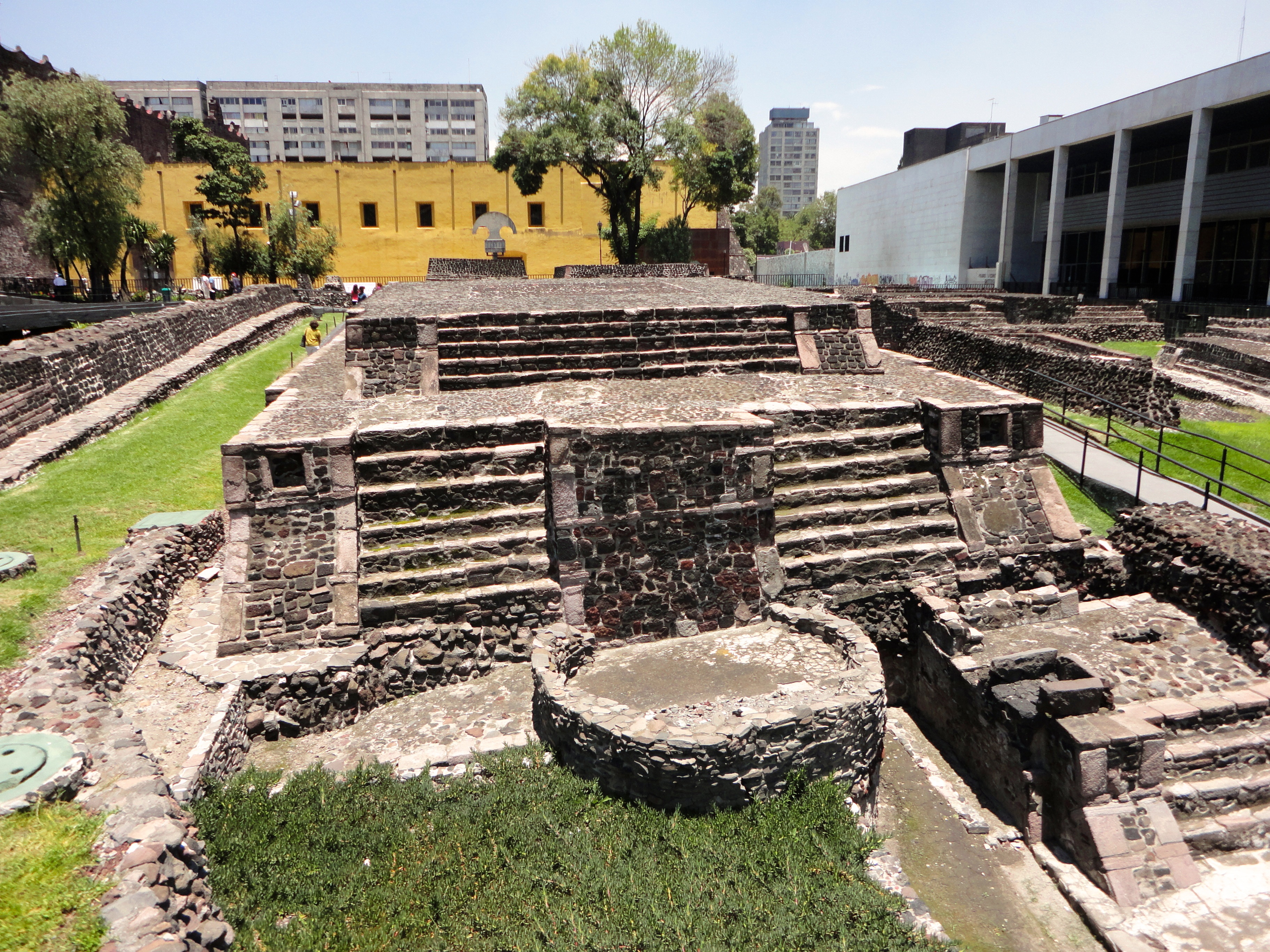
Zona arqueológica de Tlatelolco

- El Palacio. Es una estructura compuesta por cuatro cuartos pequeños con un patio central y un altar, así como restos de un amplio portal.
- Altar V. Es un edificio menor con cuatro escalinatas concéntricas dedicado aparentemente a Tláloc.
- Templo de las Pinturas (Edificios X y L). Tres de las fachadas del edificio L están rematadas con moños en altorrelieve. Este edificio debe su nombre a la pintura mural de sus fachadas, tableros y alfardas. El diseño del talud-tablero es idéntico al que aparece en los templos rojos del recinto ceremonial de Tenochtitlan.
- Coatepantli. Significa «muro de serpientes» y es una construcción que enmarcaba el espacio que comunica con la calzada norte hacia el Tepeyac.
- Altar Tzompantli (Templo A). Esta caracterizado por un glifo en la parte superior de la alfarda sur. En este templo se localizaron cráneos de decapitados perforados por los parietales.
- Altar D1. Se encuentra frente a la entrada norte del Coatepantli, y reducía el acceso al patio norte.Amantes de Tlatelolco.

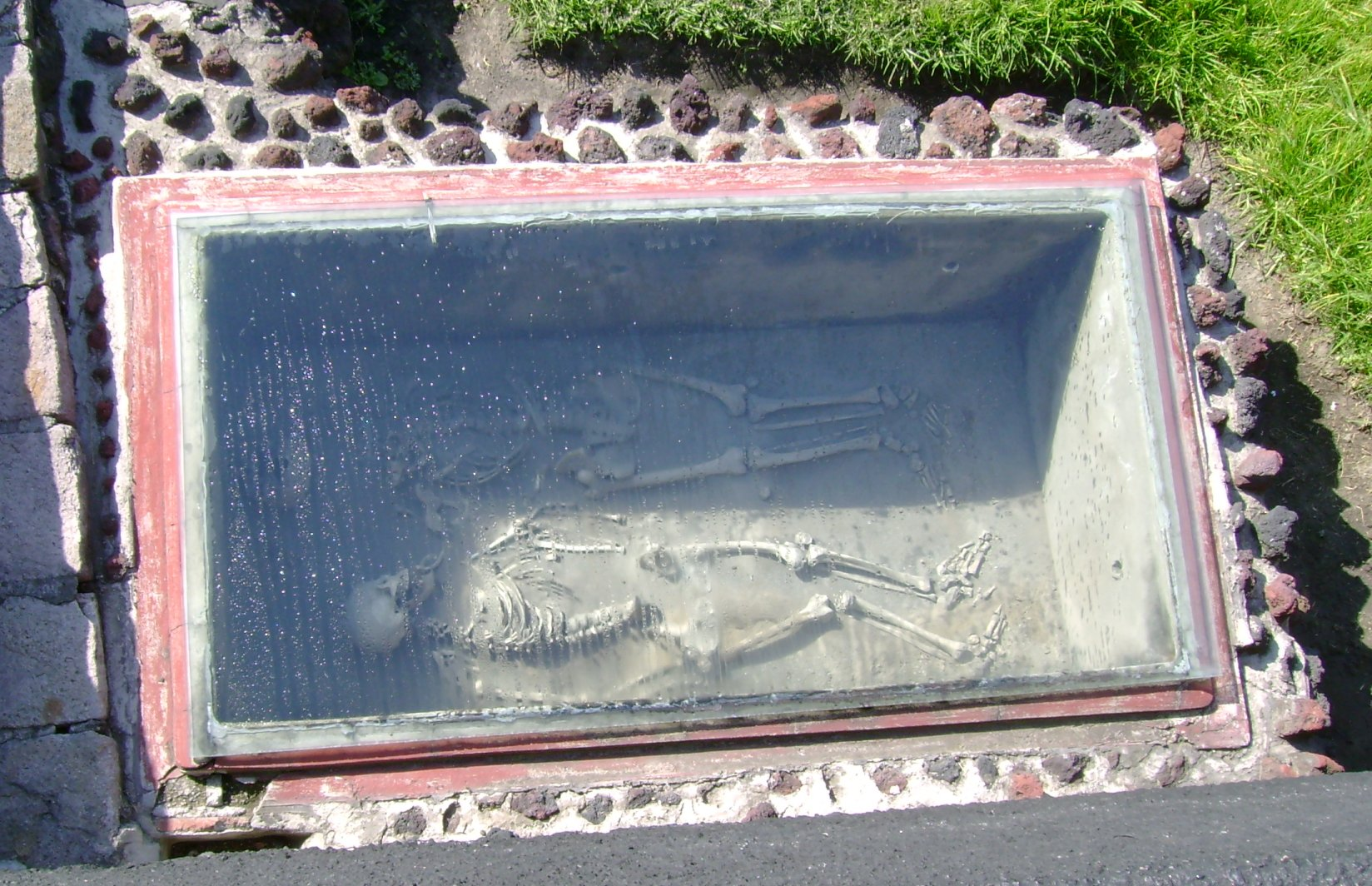
Amantes de Tlatelolco.

- Templos I y J. Edificios unidos por una enorme plataforma, de la que solamente se ha descubierto la mitad oeste. El Templo I es el único edificio construido completamente con sillería de cantera rosa, a manera de tabiques. El edificio J muestra características similares pero de menor tamaño.
- Amantes de Tlatelolco. Allí se halló un entierro de 54 personas con sus respectivas ofrendas, eran parte de muchos más considerados las víctimas de la guerra de 1473 d. C. entre Tenochtitlan y Tlatelolco. Representativo de estas 54 personas es esta pareja siendo él de unos 55 años y ella de 35. Como se encontraron abrazados fueron llamados "los amantes de Tlatelolco".

## Hallazgos arqueológicos

### Una mirada a los sacrificios humanos en Tlatelolco

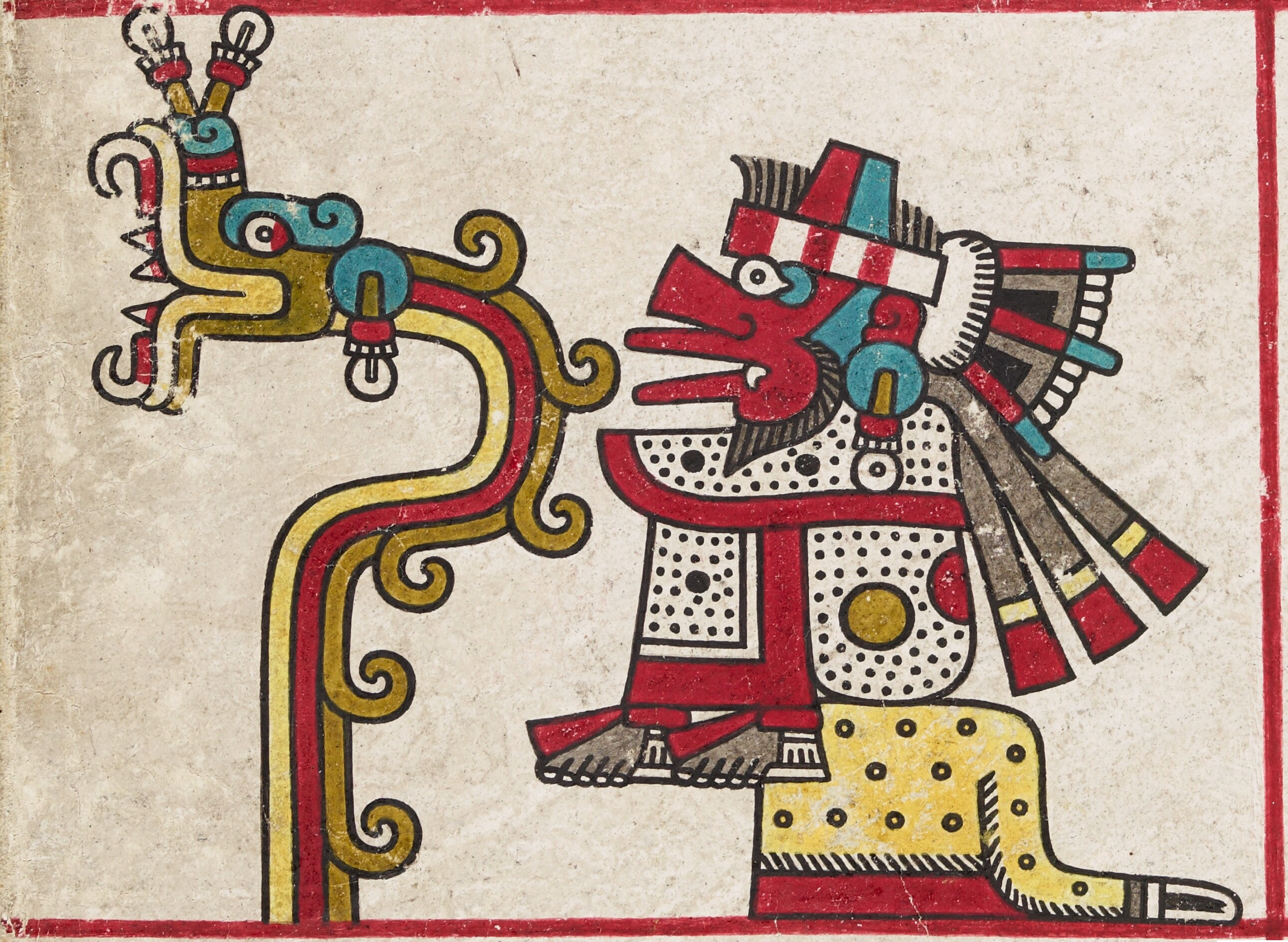
Represantación de Ehécatl-Quetzacóatl

Glifo azteca de Tlatelolco.

Las excavaciones arqueológicas y las investigaciones han sido capaces de explicar por qué existían muchos restos infantiles dentro de un templo particular en Tlatelolco. Debido a una hambruna y a un grave brote de enfermedad, que no se ha aclarado hasta el momento, “en los años 1454-1457 cientos de niños fueron sacrificados al dios Tlaloque (que es un conjunto de dioses con cuerpos pequeños) en Tlatelolco”. Ehécatl-Quetzalcóatl, el dios azteca del viento, fue considerado como uno de los Tlaloque, y se desempeñó como el poder que sopló obstáculos del camino para dar paso a la lluvia. La lluvia nutre la tierra y lava el mal y la enfermedad. Curiosamente, el Tlaloque también era conocido por ser el patrón de las enfermedades. Por lo tanto, los tlaloque son relacionados con estas dos fuerzas contrastantes.

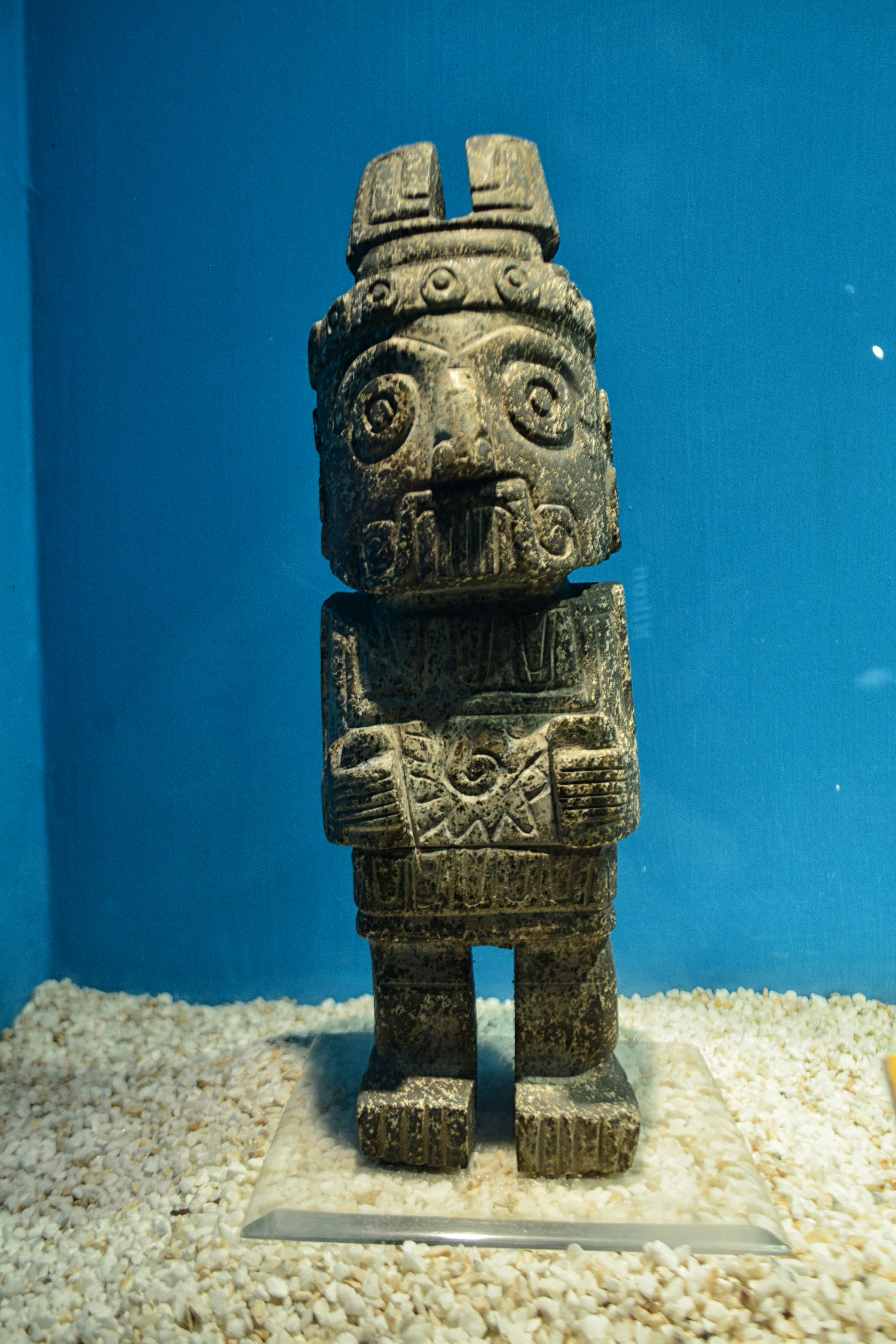
Representación de Tlaloque

Pruebas osteopatológicas y odontopatológicas realizadas a restos de niños sacrificados en Tenochtitlan y Tlatelolco mostraron que muchos de ellos eran niños cuyas condiciones de salud eran pobres en diversos grados. Una teoría del porqué los niños fueron elegidos para ser sacrificados en el ritual es que eran niños que contrajeron la enfermedad durante la hambruna y fueron seleccionados para suplantar los poderes duales del Tlaloque. También se cree que debido a su tamaño, los niños fueron seleccionados con frecuencia para personificar a las pequeñas deidades representadas en las figuras de Tlaloque.
La anterior no es la única teoría que se ha estudiado, pues también se ha propuesto que los niños fueron elegidos como víctimas de los sacrificios, porque, su juventud les proporcionó la pureza para comunicarse apropiadamente con los dioses y obtener su favor. Además, Ehecatl-Quetzalcoatl era una deidad masculina, por lo que se ha encontrado una mayor cantidad de restos de varones, ya que se creía que los hombres sacrificados personificaban mejor la representación divina que las mujeres ofrendadas.

### Las ofrendas
En Tlatelolco, los enterramientos que se han encontrado han demostrado una gran diversidad en cuanto a la forma y las costumbres con las que las personas fallecidas eran enterradas.
Se ha encontrado que difieren de uno a otro en cuanto a número y calidad de las piezas que se han encontrado en ellos. Los objetos cerámicos consisten principalmente en platos, molcajetes, ollas y figurillas.
En el sitio arqueológico y sus alrededores se han encontrado una gran cantidad de entierros infantiles, en ellos los investigadores han encontrado la tradición generalizada de realizar los entierros con objetos cerámicos que muy probablemente eran utilizados como instrumentos de juego por el niño o la niña fallecida, entre los objetos de juego más comunes que se han encontrado hay canicas de barro, figuras cerámicas con formas de animales, y objetos personales del difunto como los son vasijas o pequeñas navajas de obsidiana.
Un hecho interesante es la existencia de ofrendas consistentes en huesos humanos. Hay tres sitios de entierro que representan tres etapas de la vida. En el primero, un radio izquierdo juvenil para un entierro infantil; un radio de adulto en un entierro de adulto, un radio más, izquierdo, de un anciano.

### La cerámica
Desde tiempos antiguos el arte ha sido una herramienta entre los pueblos para documentar el pulso cultural y político de una sociedad. En el caso de Tlatelolco, había mucho movimiento e interacción entre los pueblos indígenas que ocuparon la región, gracias a esto, el diseño en los artefactos de cerámica revela estilos exclusivos de algunas tribus o regiones geográficas que influenciaron en la vida de la sociedad tlatelolca debido a su importancia como centro comercial y de intercambio entre diversas culturas, además de que podemos observar la evolución de los utensilios cerámicos desde el inicio de la ciudad hasta la ocupación por parte de los colonizadores españoles.
La cerámica chichimeca fue precursora de la azteca y continuó en esta última sin cambios radicales de estilo, aunque desde luego surgieron algunas alteraciones en el transcurso del tiempo. Vasijas de barro, adornadas con un sencillo diseño lineal de color negro sobre un fondo de color de cuero o anaranjado muestran cuatro fases distintas, llamadas, por los lugares en que más ejemplares se han hallado, estilos de Colhuacan, de Tenayuca, de Tenochtitlán y de Tlatelolco. Vaillant logró determinar su cronología por medio de una hábil combinación.
El estilo de Tenochtitlán comenzó más o menos en 1400, el de Tlatelolco hacia 1450. En la primera mitad del siglo XV, esta cerámica azteca en sentido estricto, se presenta en su mayoría en Texcoco y los pueblos dependientes de él, pues esta ciudad estaba en esos días en pleno apogeo bajo el cetro de Nezahualcóyotl. Ambos estilos se extendieron a partir de esta fecha por todo el valle de México, que formaba una unidad política y cultural desde que se estableció la liga tripartita de Tenochtitlán-Texcoco-Tlatelolco, misma alianza que generó la evolución en la cerámica que se fabricaba en la región, hasta llegar por fin a una estilo en el que se percibe claramente la influencia de modelos españoles. Estos ejemplos muestran una vez más cómo la parte más insignificante y frágil de la herencia cultural del hombre puede desempeñar un papel importante como testigo en la comprobación de los hechos históricos y como apoyo de las tradiciones escritas.

## Historia

Ciudades de México-Tlatelolco y México-Tenochtitlan en 1519.

México–Tlatelolco fue fundado en 1337, trece años más tarde que México-Tenochtitlán. Sus fundadores fueron nobles disidentes del resto de los mexicas que decidieron fundar una ciudad en los islotes al norte de México-Tenochtitlán. El nombre de la ciudad deriva de tlāl-te-tl o tlāl-tel-li, palabra que designa los montículos de tierra, haciendo alusión a los islotes en que se fundó la población. [la terminación ol- se ha querido derivar de olol- 'redondeado']. La subsistencia de los tlatelolcas se basó, en un principio, en la cacería y la pesca, cuyos productos comercializaban. Además explotaban la sal de tequesquite. Fueron vasallos de Azcapotzalco, de cuyo linaje recibieron en 1352 a su primer soberano, Cuacuauhpitzáhuac. Cuando muere Cuacuauhpitzáhuac en 1409 lo sucede su hijo Tlacateotzin, quien al principio no se alía con México-Tenochtitlán y Texcoco en la guerra contra Azcapotzalco de la cual surge la Triple Alianza tras la derrota de Maxtla.
Con el cambio de poderes políticos los tlatelolcas se unieron a la triple alianza, de forma que crearon su propio gobierno encabezado por Quauhtlatouatzin. A su vez embellecieron su ciudad con la construcción de un templo mayor, el cual presidía una gran plaza donde se desarrollaba la actividad comercial de la ciudad y por la cual fue famosa. Quauhtlatouatzin murió en 1467 siendo el último soberano del linaje tepaneca.
La ciudad de Tlatelolco se dividía en diecinueve calpullis o barrios.
| Calpullis o barrios | Calpullis o barrios | Calpullis o barrios | Calpullis o barrios |
| ------------------- | ------------------- | ------------------- | ------------------- |
| Acozac              | Apohuacan           | Atenantitech        | Atenatitlán         |
| Azococolocan        | Aztecapan           | Calpotitlán         | Cihuatlán           |
| Hueypantonco        | Itzatlán            | Mecamalinco         | Nonoalco            |
| Teocaltitlán        | Teolcaltítlan       | Tepiton             | Tlatelolco          |
| Tlaxoxiuhco         | Tolquechiuhca       | Xolalpan            |                     |

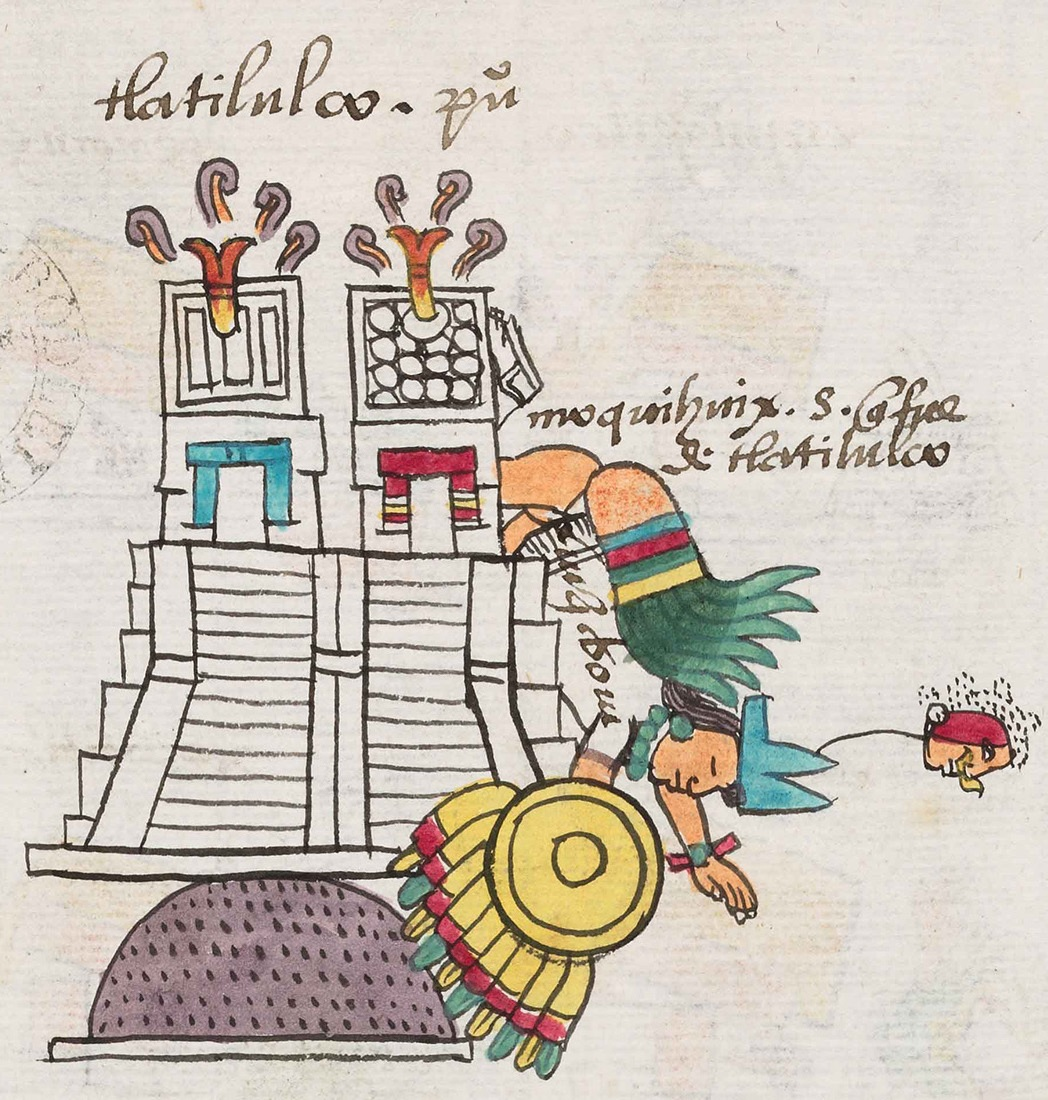
Derrota del Tlatoani tlatelolca Moquihuix en 1473, según el Códice Telleriano-Remensis.

Después de su muerte es sucedido por Moquíhuix, pariente político del Huēi Tlahtoāni tenochca Moctezuma Ilhuicamina, quien al morir dejó como Huēi Tlahtoāni a Axayacatzin, el cual era cuñado y rival de Moquíhuix. Debido a esta combinación y a la supremacía que mostraba Tlatelolco sobre el comercio empezaron a surgir problemas entre ambas ciudades, siendo la violación de mujeres tlatelolcas por jóvenes tenochcas el detonante de la Batalla de Tlatelolco. En esta guerra el número de tenochcas fue determinante, por lo que lograron conquistar la ciudad y hacerse del comercio que manejaba Tlatelolco.
Como forma de venganza el templo mayor de Tlatelolco fue destruido y llenado de basura, impidiendo reanudar de nuevo el culto en el mismo. Así mismo, la plaza se convirtió de un mercado o tianguis temporal a uno permanente, y el más importante del Imperio mexica. Después de la guerra, las relaciones entre los dos pueblos fueron cordiales de tal forma que los conquistadores españoles no observaron diferencias o rencores entre ellas.
El gran tianguis de Tlatelolco ha sido considerado el modelo prototipo de mercado en Mesoamérica, puesto que concentraba un elevado número de usuarios y ponía a disposición de los compradores una amalgama heterogénea de productos y servicios. Su carácter complejo y cosmopolita ha opacado la investigación de los numerosos mercados que coexistían con el de México-Tenochtitlan como el de Cholula en Puebla, el de Azcapotzalco conocido por vender esclavos, Xalapa en Veracruz, o el de Xicalango, Coixtlahuaca y otros en Oaxaca.
Con el paso del tiempo Tlatelolco se convirtió en la gran ciudad-mercado en la cuenca y en el mayor centro de comercio de la cultura mexica. En su momento de auge estuvo integrada por diecinueve calpullis o barrios que correspondían a grupos familiares o clanes, entre los que destacaban y han permanecido hasta nuestros días, entre ellos se encuentran Acozac, Aztecapan, Nonoalco, Teocaltitlán, Tepiton y Xolalpan.
En este mercado las transacciones comerciales se hacían mediante el trueque. Se podía intercambiar producto por producto, o bien, cuando se trataba de productos de gran valor se cambiaban por cacao, oro en polvo, hachuelas de cobre y algunas telas que servían de moneda.
Los pochtecas –gremio de vendedores- tenían sus propias leyes jurídicas y comerciales y contaban con tribunales específicos en donde resolvían sus diferencias. Para mantener el control del mercado, el gobernante del tianguis mantenía el orden de los puestos de acuerdo a los productos que se comercializaban.
Por un lado estaban vendedores de animales como conejos, liebres, venados, tortugas o tejones; otros vendían aves de plumas coloridas como papagayos, águilas, halcones, quetzales; y vendedores de serpientes y aves de rapiña. También se comercializaban piedras labradas y sin labrar, había artesanos que reparaban joyas de oro, plata, latón, cobre; vendedores de productos herbolarios y hierbas medicinales.
Es durante el asedio final a la Ciudad de México que se hacen de nuevo notar. Tras la muerte por viruela del Huei Tlatoani Cuitláhuac le sucede Cuauhtemoctzin Xocoyotl Tlacatecutli, hijo de Ahuízotl y una noble tlatelolca de nombre Tiyacapatzin, hija de Moquíhuix. Esta elección fue un intento de los tenochcas por evitar una revuelta entre los tlatelolcas. En esta lucha los tlatelolcas se distinguieron al evitar el avance de las columnas de españoles e indígenas aliados que querían llegar por la calzada de Tlacolpan y la del Tepeyac. Es solo cuando cae México-Tenochtitlan a mediados de junio de 1521 que se vuelven a notar los rencores entre ambos pueblos, ya que los tlatelolcas tildan de cobardes y débiles a los tenochcas ante la caída de su ciudad. En el combate que sigue los tenochcas logran cercar al mismo Hernán Cortes quien se libra por la lucha que darían por el español Antonio Quiñones y el tlaxcalteca Teacamatzin.
El gran número de tlatelolcas y tenochcas permite defender la Ciudad de México–Tlatelolco, pero caen su mercado y sus almacenes mientras sus defensores se retiran a lo que sería hoy el barrio de Tepito, donde reciben negociaciones de los españoles. Sin embargo, se niegan a sus propuestas de rendición y continúan la lucha. En estos combates queman la casa de Cuauhtémoc en lo que sería hoy la iglesia de Santa Ana, los combates cesaron el 13 de agosto de 1521, al ser capturado el Huei Tlatoanic Cuauhtémoc. Éste junto a su familia es llevado a la casa de un noble tlatelolca llamado Atzacoatzin (en el barrio de Tepito) donde se encuentra con Cortés y le pide que lo mate.

### Los habitantes de Tlatelolco

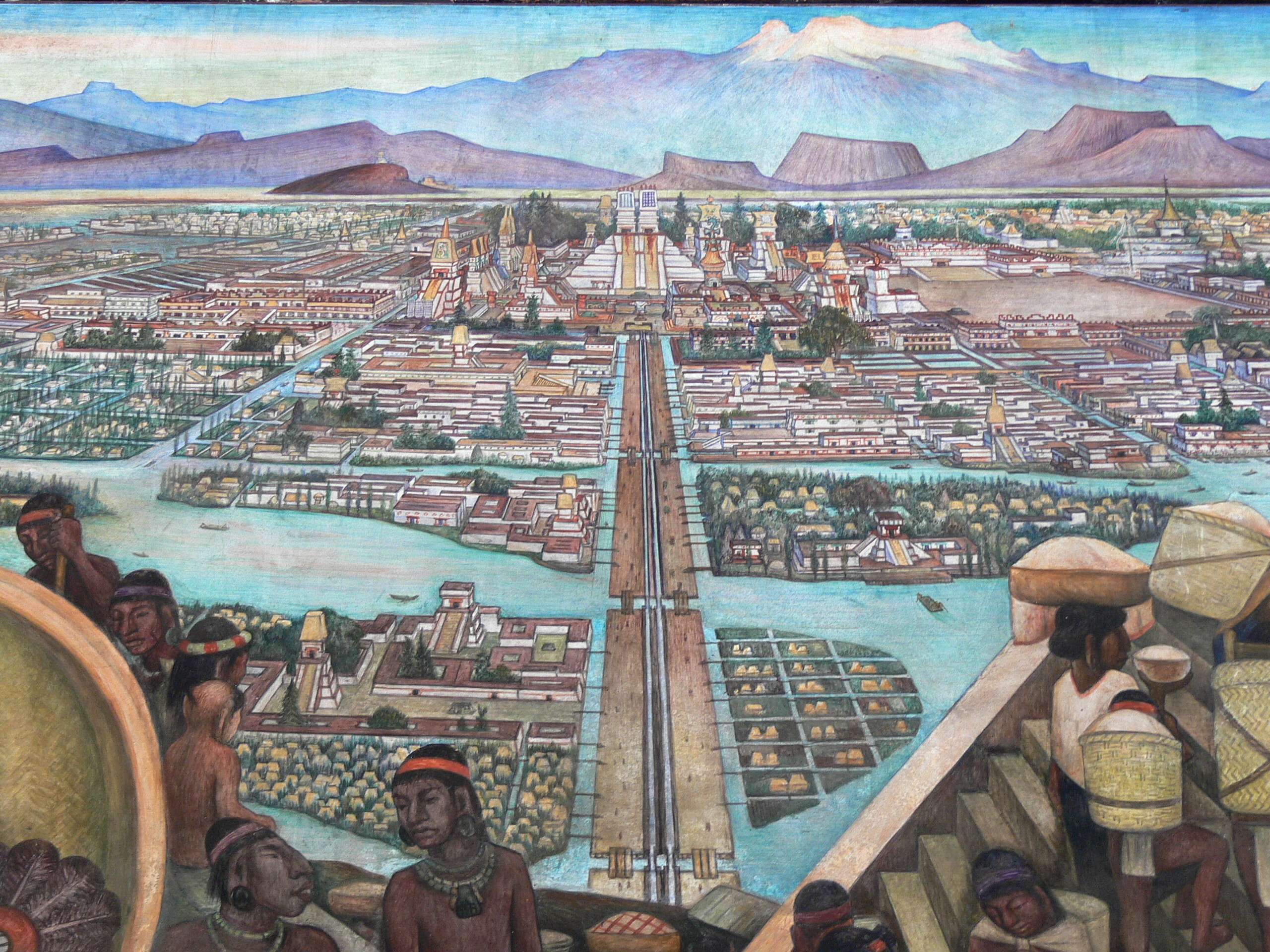
Tianguis en Tlatelolco

Los habitantes de la zona arqueológica de Tlatelolco eran muy diversos. Los pueblos indígenas en la región incluyen los tlatelolcas, los tenochcas, y los tepanecas. En general, Tlatelolco deriva de la dinastía mexica, término principalmente utilizado para denominar a la sociedad azteca.

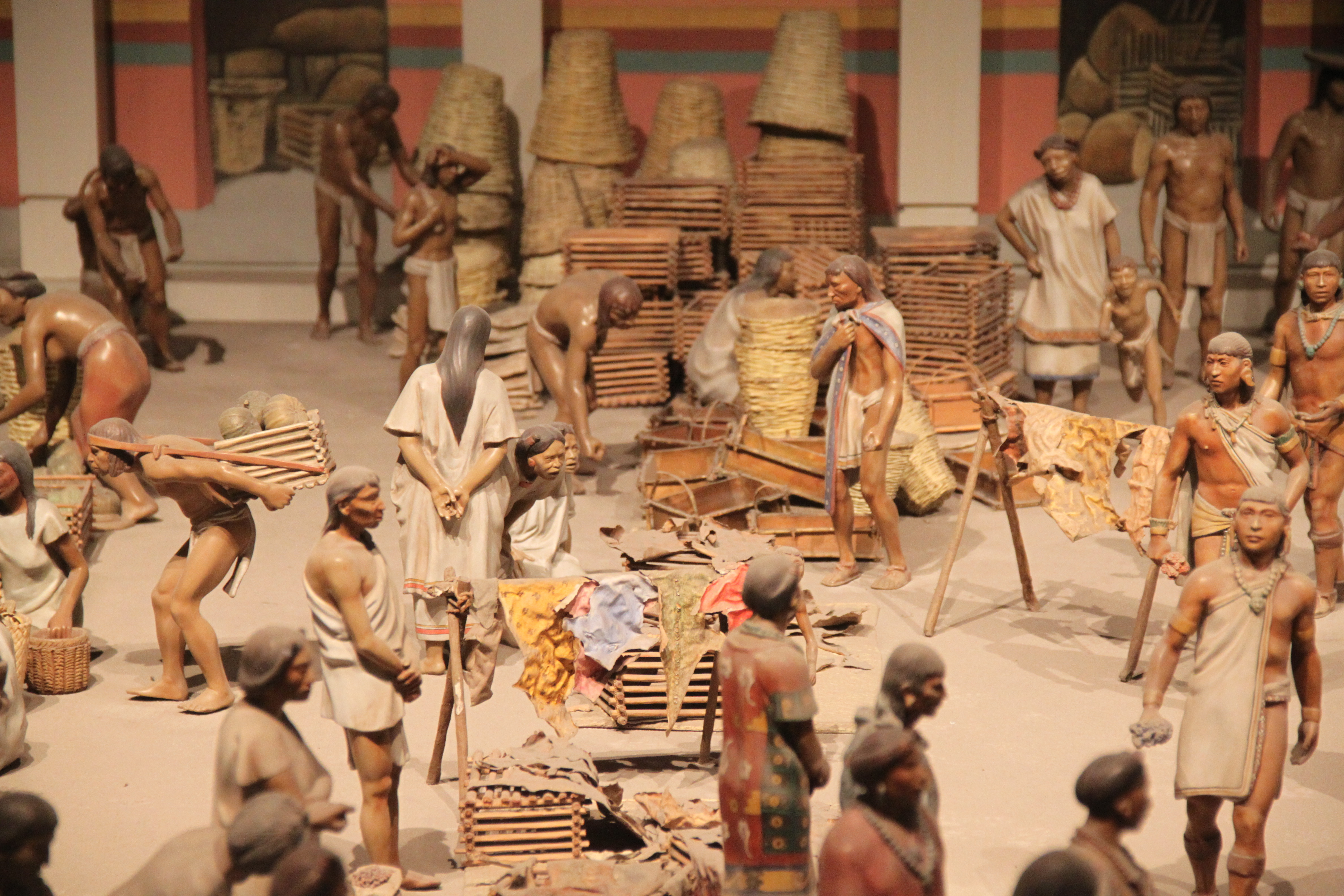
Diorama del mercado de Tlatelolco

El término correcto que se aplica a los residentes de la zona es el de pueblo tlatelolca; sin embargo, este término generaliza erróneamente los orígenes de la gente que habitó en esta gran ciudad, pues debido a su multiculturalidad es difícil determinar el origen de los habitantes de Tlatelolco. Los investigadores e historiadores han determinado que existió un gran movimiento entre las tribus de la región debido a cambios políticos y militares, hechos que las obligaban a cambiar de residencia e incluso se unieran a otros clanes. Se cree que Tlatelolco fue un lugar de asimilación y mezcla de diferentes culturas y comunidades que encontraron ahí un lugar de residencia que brindaba estabilidad política, económica, militar y comercial. En general los habitantes de Tlatelolco derivan de diferentes dinastías mexicas, término comúnmente utilizado para denominar de otra forma a la sociedad azteca. Para entender de mejor manera quienes residían en Tlatelolco, hay que mirar a la clase aristócrata. Según los registros históricos, los príncipes de la ciudad de Tlatelolco se decían descendientes de la casa real de los tepanecas, así como de los príncipes aztecas de Colhuacan y parece que tuvieron el predominio político durante la coexistencia de Tlatelolco y Tenochtitlan, hasta que Tlatelolco perdió su independencia en 1473".
Otra evidencia indica que la casa real tenochca estuvo principalmente vinculada con las casas reales de Colhuacan y Tula; la de Tlatelolco lo estuvo con la casa real de Azcapotzalco, capital del pueblo tepaneca, cuyo soberano de entonces era el legendario Tezozomoc. Hasta 1428, tenochcas y tlatelolcas fueron tributarios de los tepanecas de Azcapotzalco, si bien a raíz de esa fecha, y poco más de un siglo después de la fundación de Tenochtitlan y Tlatelolco, la situación política en el centro de México dio un giro repentino.
[cita requerida]

## Centro cultural Universitario Tlatelolco
El centro cultural universitario Tlatelolco se encuentra ubicado en Ricardo Flores Magón no. 1 Col. Nonoalco Tlatelolco C. P. 06995 (esquina con el Eje Central Lázaro Cárdenas y a una calle de paseo de la Reforma).
Los estaciones de metro más cercanas y conocidas son metro Tlatelolco y metro Garibaldi. Para llegar por metro Tlatelolco se puede caminar por Eje 2 Norte Manuel González en contraflujo al tránsito vehicular y dar vuelta a la derecha al llegar a Eje Central Lázaro Cárdenas o atravesar la Unidad Habitacional Nonoalco-Tlatelolco. Si se está o se viene del metro Garibaldi diríjase por el Eje Central Lázaro Cárdenas hacia Tlatelolco; otra forma es llegar al Trolebús por el Eje Central, en cualquiera de sus direcciones en la parada de Flores Magón, otra alternativa en el transporte público es abordar el Metrobús de la línea 3 Tenayuca-Etiopía hasta la estación Ricardo Flores Magón y caminar sobre la avenida del mismo nombre hacia Reforma.
En automóvil, una de las alternativas es tomar paseo de la Reforma y dar vuelta en la Av. Ricardo Flores Magón en la Glorieta de Cuitláhuac o bien, por el Eje Central Lázaro Cárdenas y dar vuelta hacia la derecha en Av. Ricardo Flores Magón, para ingresar al estacionamiento sin costo.